# Миронова (Кудымкарский район)
Миронова — деревня в Кудымкарском районе Пермского края. Входила в состав Степановского сельского поселения. Располагается на реке Олыч южнее от города Кудымкара. Расстояние до районного центра составляет 3 км. По данным Всероссийской переписи населения 2010 года, в деревне проживало 43 человека (24 мужчины и 19 женщин).

## История
По данным на 1 июля 1963 года, в деревне проживало 102 человека. Населённый пункт входил в состав Юринского сельсовета.